# Андрей Николов (банкер)
Вижте пояснителната страница за други личности с името Андрей Николов.
Андрей Илиев Николов е български банкер и счетоводител.

## Биография
Завършва специалност „Счетоводство и контрол“ във Висшия икономически институт „Карл Маркс“ в София.
Работи като счетоводител и заместник главен счетоводител в Централния институт по изчислителна техника и технологии (1989 – 1990), после е счетоводител, директор и председател на Управителния съвет на Търговска банка „Средец“ (1990 – 1995). Продължава банковата си кариера като член на УС и началник на управление „Банков надзор“ в Българската народна банка (1996) и като прокурист на ТБ „Славяни“ (1996). Бил е също директор и началник на управление „Корпоративно банкиране“ в ТБ „Обединена българска банка“, регионален мениджър за регион София на ТБ „Сибанк“. Избран е през ноември 2011 г. за член на УС и изпълнителен директор на ТБ „Банка ДСК“. Остава на длъжността до смъртта си.
Женен е, има дъщеря. Владее немски език.